# Vérkhneie Djemete
Vérkhneie Djemete - Верхнее Джемете (rus) és un possiólok del krai de Krasnodar, a Rússia. Es troba a la vora esquerra del riu Gostagaika. És a 7 km al nord d'Anapa i a 128 km a l'oest de Krasnodar.
Pertany al poble de Tsibanobalka.